# Lampajúa
Lampajúa (asturianisch Llampaxuga) ist ein Ort in Asturien. Er liegt westlich von Oviedo am Camino Primitivo. Administrativ gehört er zur Parroquia Loriana.
Lampajúa beherbergt in 21 Häusern 57 Einwohner (2011). Die höchste Erhebung ist der Berg El Picayu mit 708 m, die geringste Höhe hat der Río Nalón mit 80 m Höhe.
Der Ort ist mit Bussen von Oviedo aus zu erreichen.